# 3ª Brigata di montagna greca
La 3ª Brigata di montagna greca (in greco 3η Ελληνική Ορεινή Ταξιαρχία?, Triti Elliniki Οrini Τaxiarkhia, ΙΙΙ Ε.Ο.Τ.) era un'unità di fanteria di montagna creata dal governo greco in esilio in Egitto durante la seconda guerra mondiale. Era formata da personale politicamente affidabile di destra e filo-realista a seguito di un ammutinamento pro-EAM tra le forze armate greche in Egitto nell'aprile 1944. Comandata dal colonnello Thrasyvoulos Tsakalotos, combatté nella battaglia di Rimini in Italia (sotto I Canadian Corps), dove si guadagnò il titolo onorifico di "Brigata Rimini" (Ταξιαρχία Ρίμινι Τaxiarkhia Rimini ) e contro l'Esercito Popolare di Liberazione Greco dell'EAM nelle eventi della Dekemvriana ad Atene.